# Dendrobium malbrownii
Dendrobium malbrownii är en orkidéart som beskrevs av Alick William Dockrill. Dendrobium malbrownii ingår i släktet Dendrobium, och familjen orkidéer. Inga underarter finns listade i Catalogue of Life.